# 다니엘라 아케르블롬
다니엘라 아케르블롬(Daniela Akerblom, 1968년 12월 3일 ~ )은 캐나다의 영화배우이다.
몬트리올에서 태어났다.

## 영화
- 바벨 (1999년)
- 오메르타 2 (1997년)